# Medaglia di benemerenza per i volontari della campagna di Spagna
La medaglia di benemerenza per i volontari della campagna di Spagna fu istituita dal governo italiano con il Regio Decreto n. 1244 del 1940 che estese la concessione della medaglia di benemerenza per i volontari della guerra italo-austriaca 1915-1918 a tutti coloro che si erano arruolati volontariamente ed avevano partecipato alla campagna di Spagna in modo degno di encomio. La medaglia è stata abolita nel 2010 .

## Criteri di eleggibilità
La concessione fu estesa al personale appartenente al Corpo Truppe Volontarie, alla Missione navale ed all'Aviazione Legionaria in Spagna, nonché al personale della Regia marina e della Regia aeronautica che aveva compiuto servizi in mare od in volo connessi con la campagna di Spagna, ed inoltre ai militarizzati, assimilati e civili al seguito di reparti operanti, come pure ai volontari italiani arruolati nel Tercio extranjero; a costoro si applicarono le disposizioni riguardanti la concessione della medaglia di benemerenza per i volontari della guerra Italo-austriaca 1915-18, con le seguenti varianti.
La medaglia era concessa a coloro che avevano partecipato volontariamente alla campagna di Spagna in modo degno di encomio.
La partecipazione volontaria doveva risultare da un documento o dalla dichiarazione del comandante del reggimento, distretto o ente corrispondente. 
Per il personale della Regia marina, la sussistenza o meno del requisito era di volta in volta accertata dal Ministero della marina sulla base di tutti gli elementi di prova in suo possesso.
La partecipazione alla campagna in modo degno di encomio era comprovata da almeno una delle seguenti decorazioni o distinzioni onorifiche, concesse al richiedente in conseguenza della campagna di Spagna:
- ordine militare di Savoia;
- promozione o nomina per merito di guerra;
- medaglia o croce di guerra al valor militare;
- croce al merito di guerra;
- distintivo di ferito o mutilato di guerra.

Erano esclusi dalla concessione coloro che, pur possedendone i titoli, erano ritenuti, a giudizio delle autorità competenti, indegni di fregiarsene per avere nel frattempo riportato condanne penali o per gravi motivi d'ordine morale e coloro che erano stati rimpatriati per motivi disciplinari.

## Concessione
La medaglia era conferita, d'ufficio o su domanda degli interessati, dal:
- Ministero della guerra per i militari del Regio esercito, della Regia Guardia di Finanza, della Milizia volontaria per la sicurezza nazionale e le sue specialità, per la Croce Rossa Italiana e per il personale in servizio presso enti dipendenti dallo stesso Ministero della guerra, nonché per i volontari italiani arruolati nel Tercio extranjero;
- Ministero della marina per il personale da esso dipendente;
- Ministero dell'aeronautica per il personale da esso dipendente e per il personale dell'aviazione civile.

## Insegne
Il nastro è largo 37 mm., di seta cremisi, con al centro tre segmenti larghi 5 mm. ciascuno (due gialli ed uno rosso) del nastro della medaglia commemorativa della campagna di Spagna.
Il provvedimento istitutivo stabilì che la scritta « Volontario di guerra » avrebbe sostituito la dicitura « Volontario di guerra MCMXV-MCMXVIII » portata dal verso della medaglia per i volontari della prima guerra mondiale.
Le concessioni onorifiche furono limitate al solo nastrino, le  medaglie furono prodotte da ditte private per cui ne esistono alcune varianti.